# 톈허 모듈

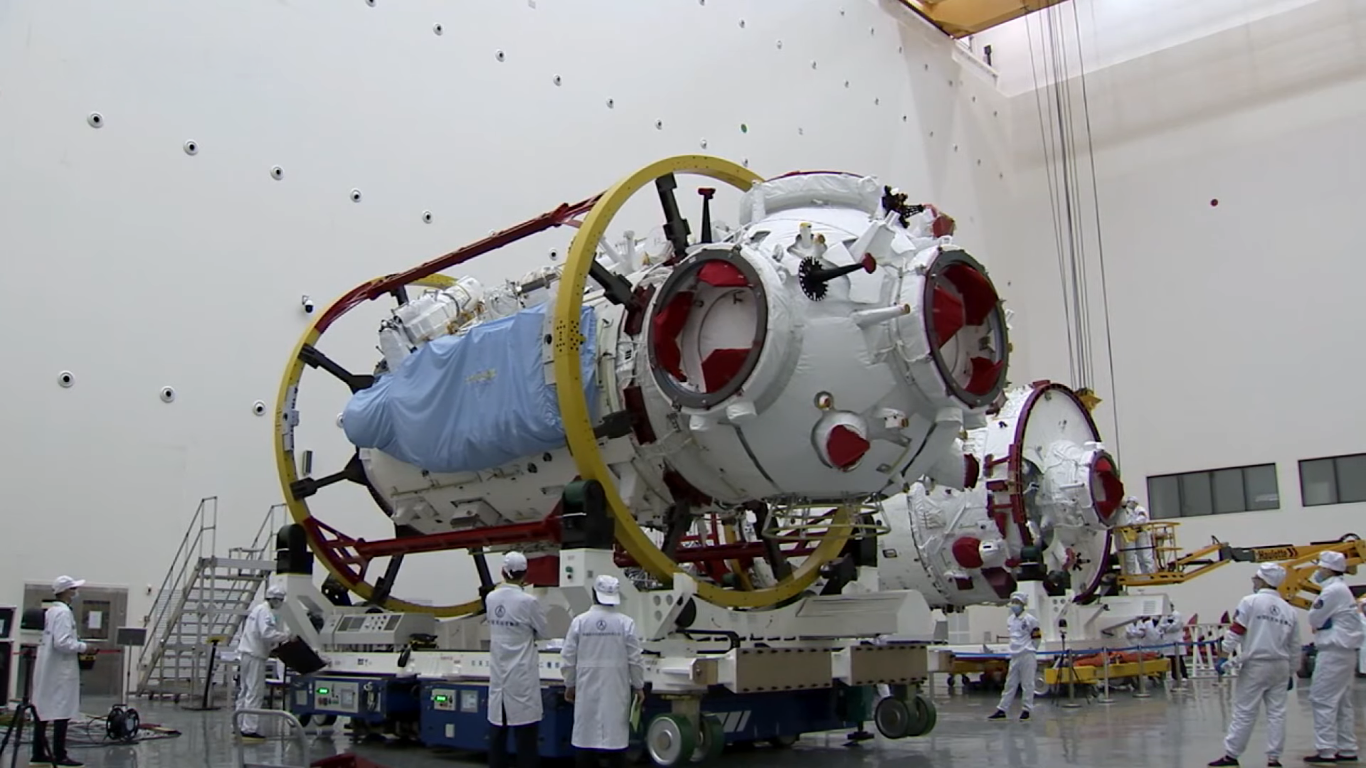
톈허 모듈

톈허 모듈(중국어 간체자: 天和核心舱, 병음: Tiānhé Héxīncāng, 한자음: 천화핵심창, 영어: Tianhe core module)은 중국 톈궁 우주정거장의 핵심 모듈이다.

## 역사
핵심 선실 모듈 톈허는 승무원의 생활 공간 그 자체이며 생명 유지 장치가 있고, 우주선 유도, 관제, 조종 기능이 갖추어져 있다. 모듈은 생활 공간, 기계 공간, 도킹 포트로 구분할 수 있다. 생활 공간에는 부엌, 화장실, 소화 장비, 대기 조절 장치, 컴퓨터, 통신 장치 등이 달릴 예정이다.
우주정거장은 로켓 연료를 싣고 로켓을 장착해서, 자주 로켓 분사를 해줘야 궤도유지가 된다. 이 로켓이 장착되어 있고, 조종실이 있는 게 핵심 모듈인 톈허다. 우주정거장의 가장 핵심인 모듈이기 때문에, 다른 모듈 보다 먼저, 제일 처음에 발사한다.

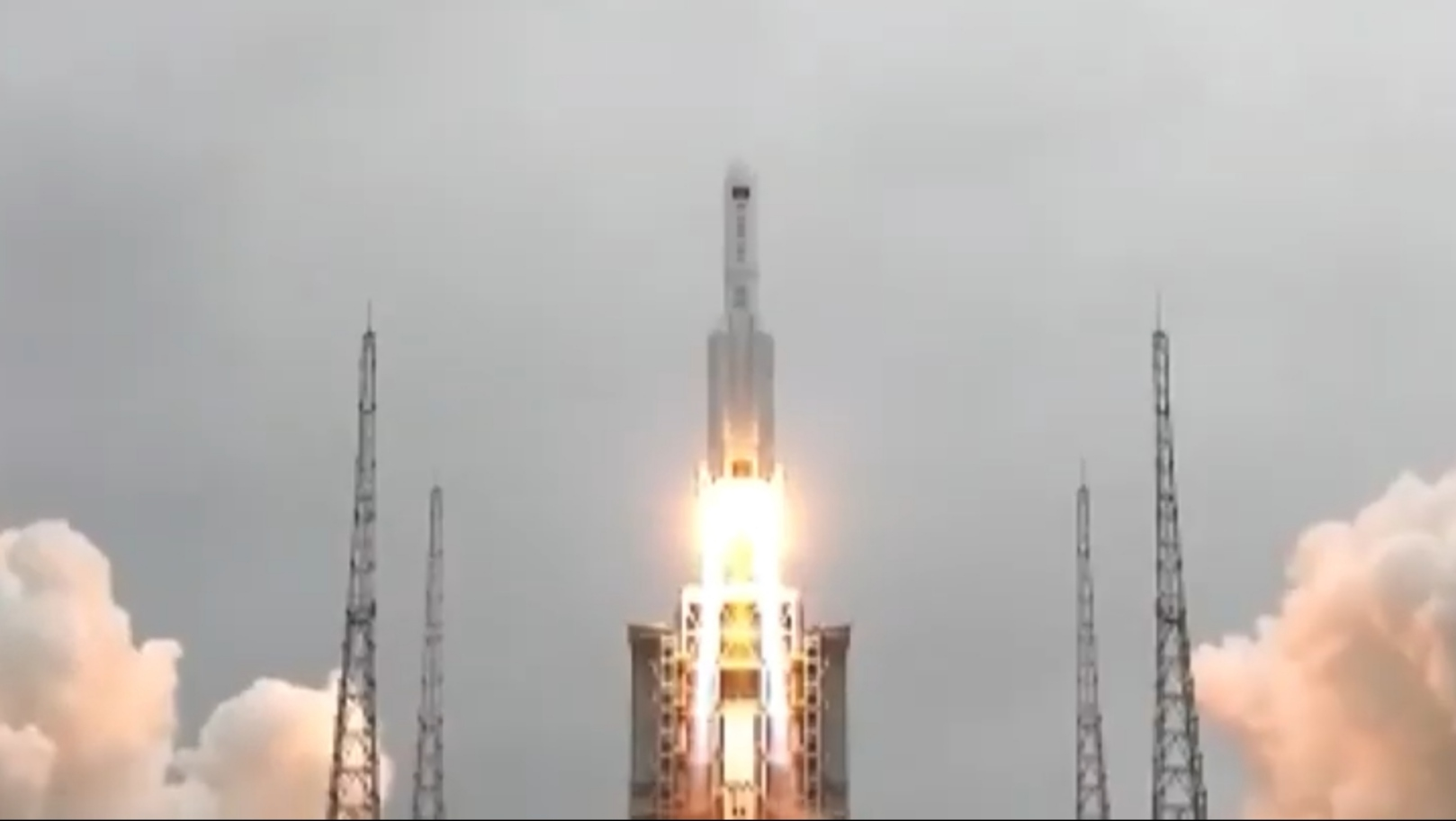

2021년 4월 29일, 오전 11시 23분쯤 하이난성 원창 위성발사센터에서 창정 5B 로켓에 톈허 모듈이 실려서 발사되었다.

## 모듈
톈궁 우주정거장은 3개의 모듈로 구성될 계획이다.
- 톈허 핵심 모듈, 무게 22톤, 2021년 4월 29일 발사
- 원텐 실험실1 모듈, 무게 20톤, 2022년 발사예정
- 멍텐 실험실2 모듈, 무게 20톤, 2022년 발사예정

## 같이 보기
- 선저우 계획
- 쉰톈